# Willem Pluygers (uitgever)
Willem Pluygers (Rotterdam, 21 april 1914 – Burgh-Haamstede, 28 oktober 2017) was een Nederlands bestuurder en zakenman die voornamelijk als krantenuitgever actief was. Hij wordt wel de laatste echte courantier van Nederland genoemd.

## Leven en werk
Willem Pluygers was, na het volgen van een internationale grafische en uitgeversopleiding, vanaf 1936 werkzaam bij de Nieuwe Rotterdamsche Courant (NRC) aan de Rotterdamse Westblaak; in 1940 werd hij er bedrijfsleider. De toenmalige eigenaar van de NRC, Hendrik Nijgh, was een vriend van zijn vader. In die tijd volgde Pluygers ook een opleiding tot reserveofficier bij de infanterie. In 1940 was hij gelegerd op Vlieland en wilde hij het eiland tegen de Duitsers beschermen met prikkeldraadversperringen; hieraan hield hij de bijnaam Luitenant Prikkeldraad over. Tegen het eind van de Tweede Wereldoorlog moest Pluygers onderduiken. Hij wist toen naar bevrijd gebied te ontkomen en werd verbindingsofficier bij het Britse leger. Ook na de oorlog zat Pluygers nog enige tijd in het leger: hij nam toen deel aan de politionele acties in Nederlands-Indië.   
Na de oorlog, toen een aantal kranten - waaronder de Amsterdamse De Telegraaf en het toenmalige Rotterdamse Dagblad van Rotterdam - wegens collaboratie met de Duitsers een verschijningsverbod kregen opgelegd, zag Pluygers ruimte in de markt voor een nieuwe populaire massakrant. Dit werd het Algemeen Dagblad, waarvan het eerste nummer op 26 april 1946 verscheen. De nieuwe krant werd al snel met de  afkorting AD aangeduid. Het AD was niet aan een "zuil" gebonden en moest dienen om inkomsten te genereren voor de toenmalige Nieuwe Rotterdamse Courant. De NRC maakte als meer elitair dagblad ook deel uit van het bedrijf van Pluygers, maar liep in die naoorlogse periode niet al te florissant. Overigens ging het Algemeen Dagblad pas na 1960 winst maken; Willem Pluygers betaalde bij ten minste één gelegenheid de aandeelhouders van zijn bedrijf NRC BV uit zijn eigen zak. Een goede deal van Pluygers was de aankoop van het blad Sport en Sportwereld, dat geïntegreerd werd in het AD, waardoor dat Nederlands sportkrant nummer één werd. Een andere goede zet van Pluygers was het in 1954 voor het eerst naar Nederland halen van de Tour de France, wat veel goede publiciteit voor zijn AD opleverde. 
Pluygers was autoritair (een andere bijnaam van hem was Woeste Willem), maar had wel hart voor zijn mensen. In 1970 leidde hij de fusie tussen de Nieuwe Rotterdamse Courant met het Amsterdamse Algemeen Handelsblad tot het NRC Handelsblad (dat in Amsterdam aanvankelijk Handelsblad-NRC als kop had). Deze fusie betekende de redding voor beide, inmiddels noodlijdende, kranten.
Tot aan zijn pensionering, en ook in de jaren daarna, bleef Pluygers zich betrokken tonen bij zijn kranten. In 2006 maakte hij, inmiddels over de 90, het 60-jarig jubileum van het Algemeen Dagblad nog mee. 
Buiten de krantenwereld was Pluygers actief als bestuurder. Zo was hij onder meer voorzitter van de raad van commissarissen van Slavenburg's bank, van de OGEM en van de Nederlandse Hartstichting.
Willem Pluygers was driemaal getrouwd en had uit zijn eerste huwelijk een zoon en een dochter. Hij overleed in 2017 op 103-jarige leeftijd.